# Burg Arloff
Die Burg Arloff liegt am Fluss Erft im Ortsteil Arloff der Stadt Bad Münstereifel im Kreis Euskirchen, Nordrhein-Westfalen.
Die Gebäudegruppe der ehemaligen Wasserburg Arloff, die heute eher etwas unauffällig an der Erft wirkt, gehört zu den typologisch wichtigen Burgen des Rheinlands. Denn ein zweckorientierter Wehrbau aus frühgotischer Zeit ist in solcher Klarheit nur noch selten anzutreffen.
Ursprünglich war sie von Gräben umgeben, die von der Erft gespeist wurden. Im Mittelalter war sie wegen ihrer Lage von strategischer Bedeutung, da sie an der Grenze zwischen dem Kurfürstentum Köln und der Grafschaft Jülich lag.

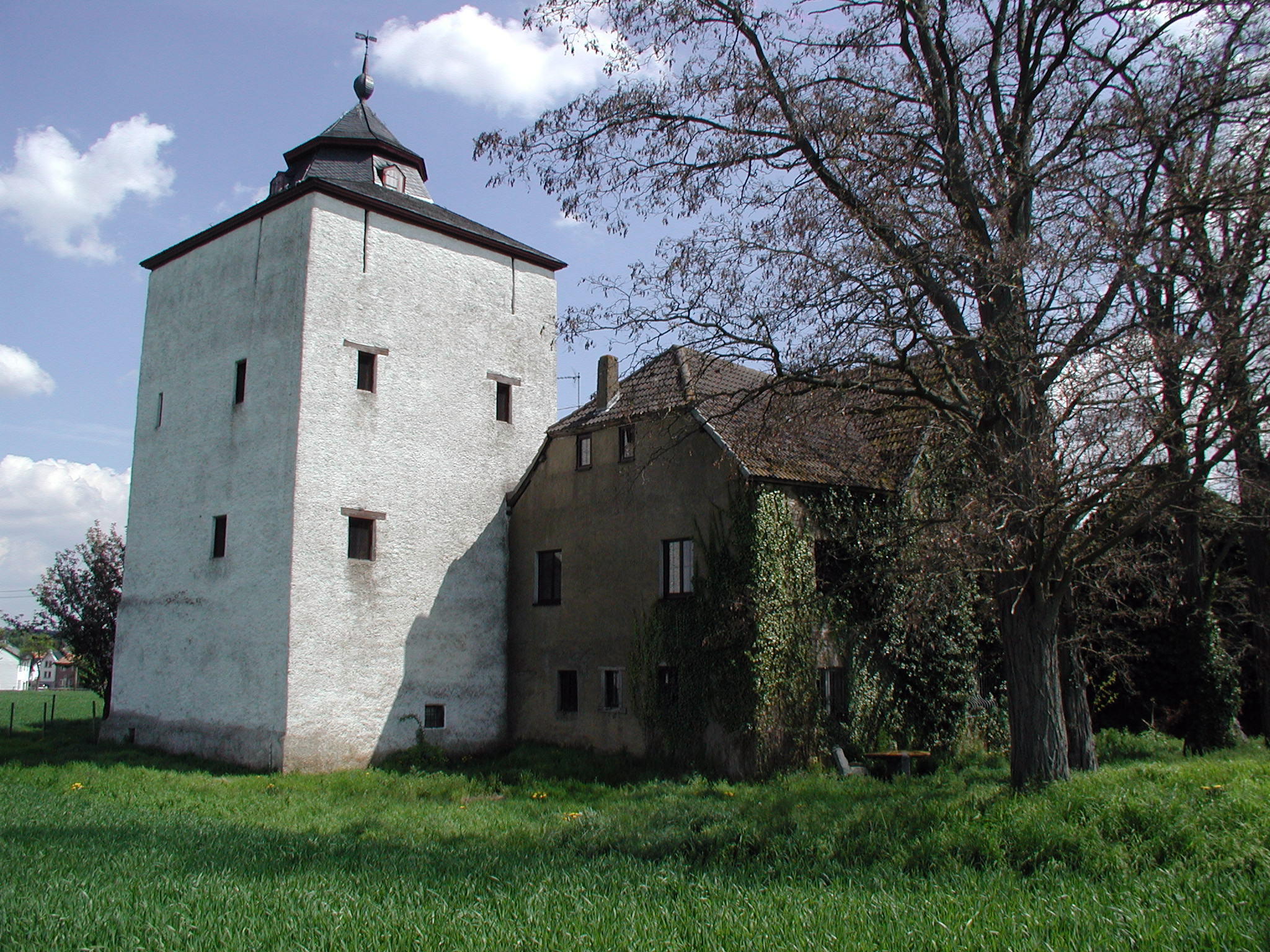
Wohnturm und Pächterhaus

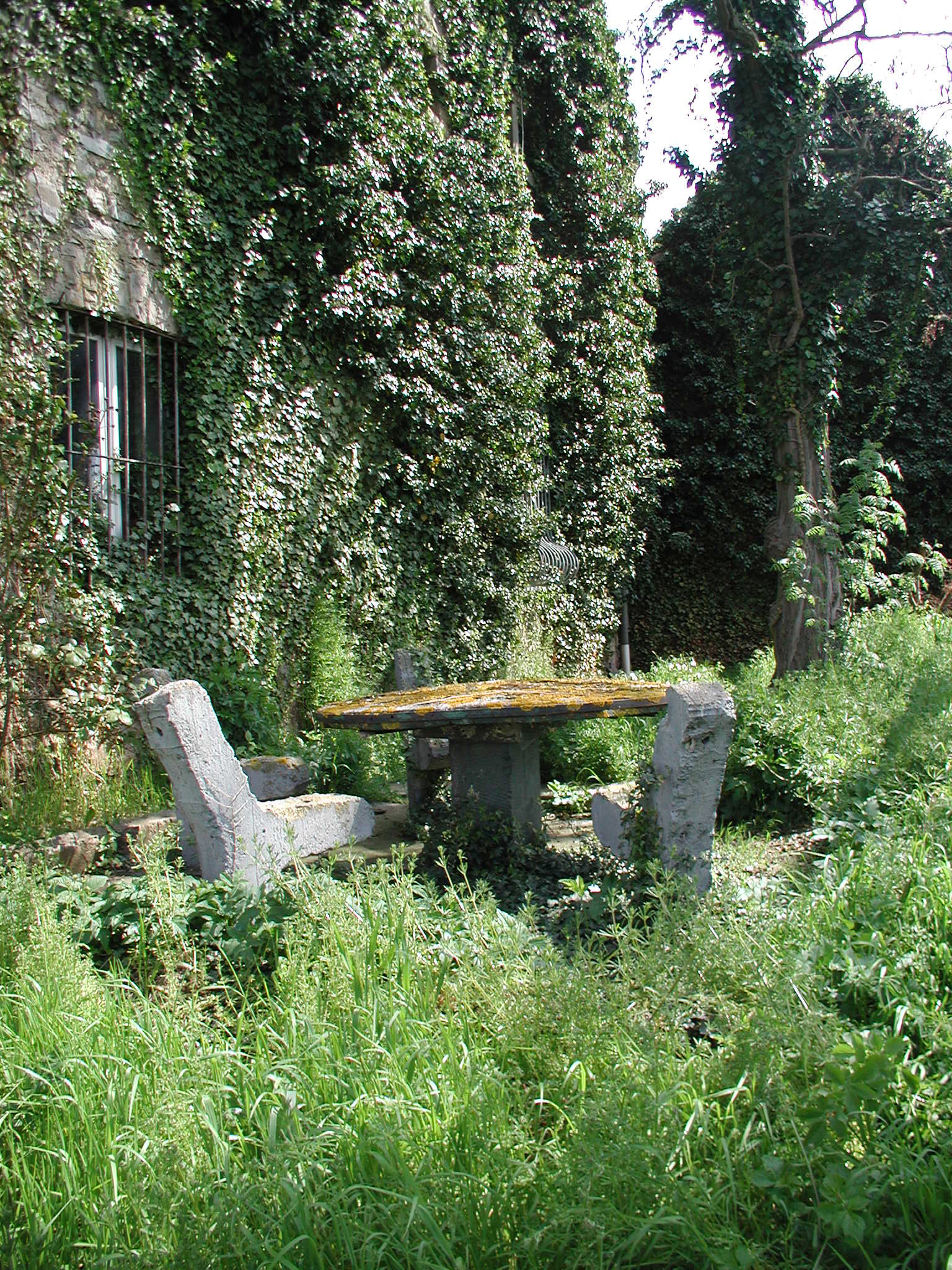
Burggarten

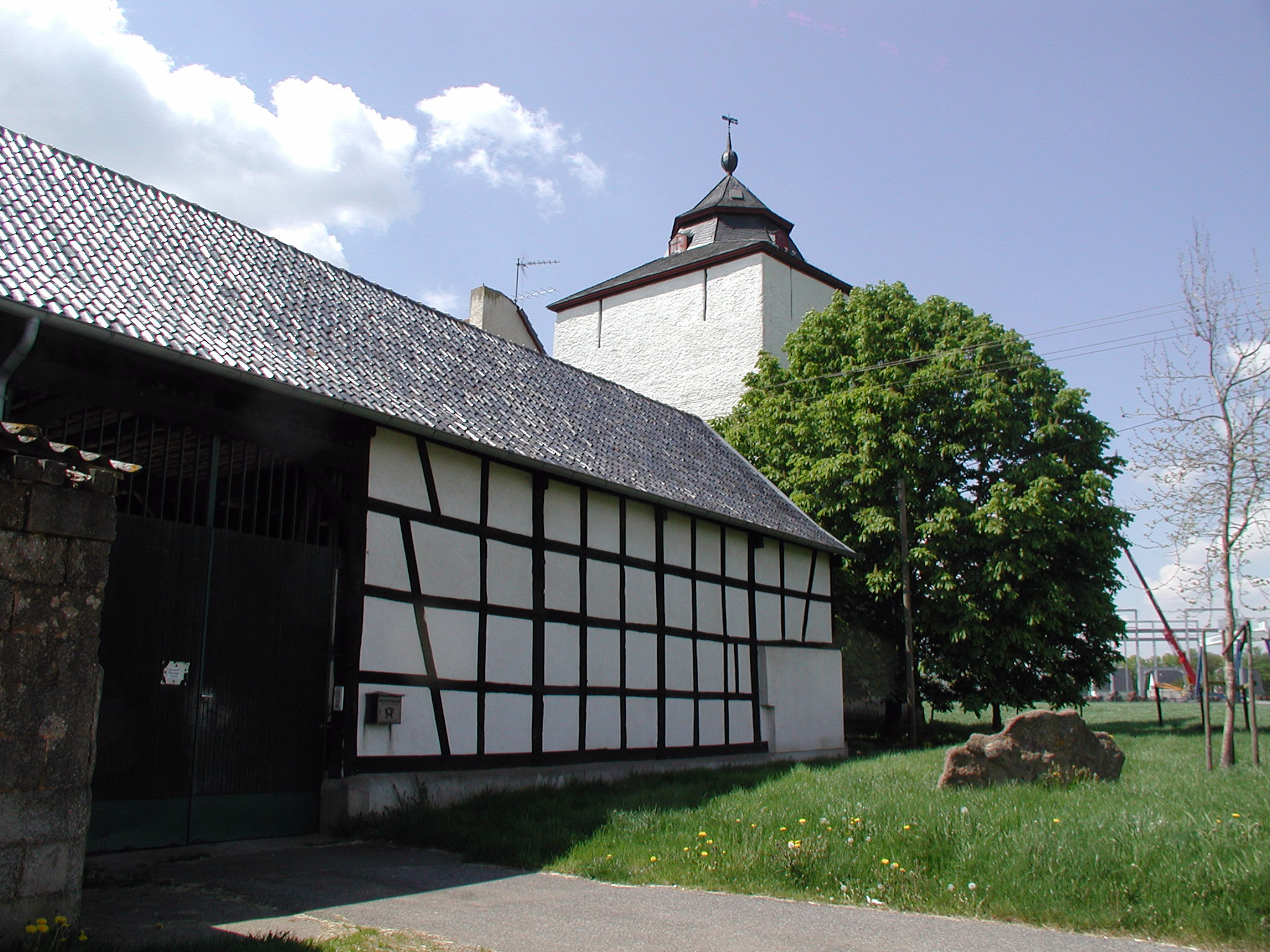
Heutige Burganlage

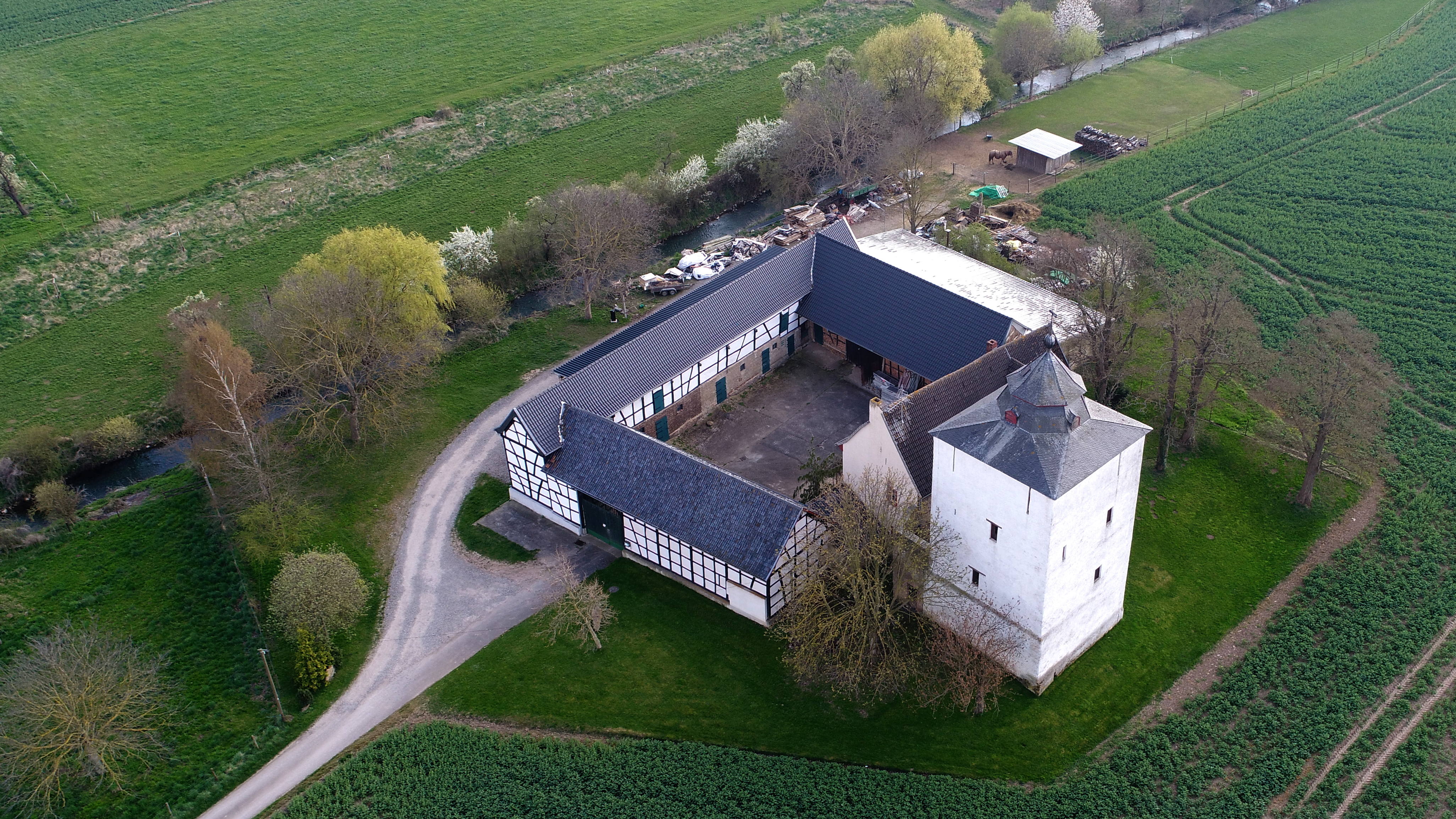
Burg Arloff aus der Vogelperspektive

## Geschichte
1278 wurde die Burg Arloff erstmals erwähnt. Die Burg und zugehörige Ländereien waren 1278 im Besitz des „Gerlach von Dollendorf“, dessen Geschlecht, die Edlen von Dollendorf, auf ihrem Stammsitz der Burg Dollendorf-Schloßthal bei Blankenheim seit 893 bis Mitte des 15. Jahrhunderts residierte. Zu der Zeit gehörten die Dollendorfer zu den ältesten und reichsten Adelshäusern der Region. Gerlach, der seinen Besitz in Arloff im Jahr 1278 dem Kölner Erzbischof Siegfried zu Lehen auftrug, war hierzu schon mit der ebenfalls im Besitz der „Dollendorfer“ befindlichen Burg und deren Ländereien im Nachbarort „Kirspenich“ gezwungen worden. 
Die Machtverhältnisse änderten sich zehn Jahre später, als die „Jülicher“ 1288 in der Schlacht von Worringen auf der Seite der Sieger gegen „Siegfried“ standen. Der zur Siegerpartei gehörende Graf von Jülich wurde Nachfolger als Lehnsherr, aber hatte nur wenig Interesse an der kleinen Burg. Um sich über die Burg nicht weiter zu streiten, wurde ihr jeweiliger Besitzer zu den Landtagen beider Fürstentümer berufen. Dieser Kompromiss war für die nächsten 500 Jahre tragfähig.
Im 15. und 16. Jahrhundert waren die „Herren von Mirbach“ Eigentümer von Burg Arloff, im 17. Jahrhundert folgten die „von Friemersdorf“.  „Werner Dietrich von Friemersdorf,“ genannt Pützfeld, verkaufte im Jahr 1685 seinen zu Arloff gelegenen Allodialrittersitz neben Mühle und übrigen „Appertinentien“ (Zubehör, zugehörige Güter) an „Philipp Wilhelm von Mockel“, Bürgermeister zu Köln. Dieser ließ ein bestehendes Wohnhaus zu einem Pächterhaus umbauen, er selbst hatte die Burg Arloff bis 1712 in Besitz.

## Wohnturm
Zentral ist der einzigartige im Original erhaltene Wohnturm von 1269. Der heute verputzte aus Bruchstein errichtete dreigeschossige Bau wurde über einem älteren und ursprünglich kleineren tonnengewölbten Keller errichtet. Aufgrund des guten Zustandes des vorhandenen Originalgebälks konnten durch an diesem vorgenommene dendrochronologische Untersuchungen die Fällzeit der Baumstämme und ihr Verarbeitungsjahr festgestellt werden. Demnach wurde das im Turm verarbeitete Holz im Herbst des Jahres 1269 geschlagen und im Jahr 1270 verarbeitet. So konnte für den überwiegenden Teil des Wohnturmes das Baujahr verifiziert werden. Bewohnt wurden offenbar nur zwei Obergeschosse, da diese, im Gegensatz zu dem mit nur schmalen Lichtschlitzen versehenen letzten Geschoss, über recht große Fenster verfügen. Das aus dem 18. Jahrhundert stammende Dach ist in seiner Art als Turmdach der „Schwesterburg“ in Kirspenich ähnlich. Der Turm war zu dieser Zeit wahrscheinlich nicht mehr bewohnt, da die Dachkonstruktion über den Kamin hinweg gezogen worden war. 
Das barocke Wohnhaus von 1699, ebenfalls aus Bruchstein, ist dem Wohnturm neben einem Gebäude vorgesetzt, welches möglicherweise im 15. bis 16. Jahrhundert als Zwinger diente. Da der Wohnturm einst freistehend und mit Wassergräben gesichert war, ist anzunehmen, dass ehemals eine Verbindung zur nahen Erft bestand, an der noch heute die damals zum Besitz des Burgherren gehörende alte Mühle liegt.